# Idiocera serrulifera
Idiocera serrulifera là một loài ruồi trong họ Limoniidae. Chúng phân bố ở miền Cổ bắc.